# 塞拉峽谷學校
塞拉峽谷學校（英語：Sierra Canyon School）是一間位於美国加州洛杉磯的私立学校，招收学前班至十二年級学生。該學校始建於建1972年，2005年增设高中部。勒布朗·詹姆斯的兩個兒子布朗尼·詹姆斯、布萊斯·詹姆斯以及德维恩·韦德的兒子Zaire Wade加入該學校的高中籃球隊。